# جان استپ
جان استپ (انگلیسی: John Stapp; ۱۱ ژوئیهٔ ۱۹۱۰ – ۱۳ نوامبر ۱۹۹۹) دانشمند در زمینه زیست‌فیزیک اهل ایالات متحده آمریکا بود.
وی همچنین برندهٔ جوایزی همچون مدال الیوت کرسون، جایزه ایگ‌نوبل، و مدال ملی فناوری و نوآوری شده‌است.